# Anaxipha soror
Anaxipha soror är en insektsart som beskrevs av Lucien Chopard 1956. Anaxipha soror ingår i släktet Anaxipha och familjen syrsor. Inga underarter finns listade i Catalogue of Life.